# Luigi Galvani
Luigi Galvani (n. 9 septembrie 1737, Bononia, Statele Papale – d. 4 decembrie 1798, Bononia, Republica Cisalpină⁠(d)) a fost un medic italian, unchiul lui Giovanni Aldini.

## Biografie
Galvani a studiat la început teologia, ulterior medicina, între anii 1762-1775 fiind însă profesor de medicină la catedra de anatomie din Bologna. Succesul operei sale „De renibus atque urethris volatilium” l-a determinat să se ocupe cu studiul fiziologiei păsărilor și a instrumentelor pentru auz.
Printr-o întâmplare a descoperit la 6 noiembrie 1780 procedeul de galvanizare, procedeu care îi  poartă numele.
Galvani a observat fenomenul de contracție a mușchilor scheletici de la piciorul de broască la o excitare cu electricitate statică. Prin această descoperire a pus bazele pentru cercetările ulterioare ale electrochimismului celular.
De asemenea după Galvani sunt numite elementele galvanice care produc curent electric, cercetate de Alessandro Volta.
A pierdut postul de profesor deoarece a refuzat să depună jurământul de credință guvernului din timpul Revoluției Franceze, guvern pe care îl considera dictatorial. A reprimit această funcție în 1794.